# Maria Josepha de Saxonia
Maria Josepha de Saxonia (7 decembrie 1803 – 18 mai 1829) a fost regină a Spaniei ca soție a regelui Ferdinand al VII-lea al Spaniei. A fost fiica cea mică a Prințului Maximilian de Saxonia (1759–1838) și a primei sale soții, Prințesa Carolina de Parma (1770–1804). A fost membră a Casei de Wettin.

## Prințesă de Saxonia
Prințesa Maria Josepha Amalia de Saxonia  fost copilul cel mic al Prințului Maximilian de Saxonia și al Prințesei Carolina de Parma. Ea și-a pierdut mama când avea câteva luni, așa că tatăl ei a trimis-o la o mănăstire situată în apropiere de râul Elba, unde a fost crescută de călugărițe. Ca rezultat, Maria Josepha Amalia a avut o educație religioasă strictă și a fost o fervent romano-catolică toată viața ei. 

## Regină a Spaniei
A doua soție a regelui Ferdinand al VII-lea al Spaniei, Maria Isabel a Portugaliei, a murit în 1818 fără să lase descendenți. Regele a început să se uite după o nouă soție și a ales-o pe Maria Josepha Amalia. Ei s-au căsătorit la 20 octombrie 1819 la Madrid. Deși noua regină era prea tânără, naivă și neexperimentată, regele s-a îndrăgostit de ea datorită comportamentului ei plăcut. În plus era mai frumoasă decât primele lui soții: Maria Antonia de Neapole și Maria Isabel. După două căsătorii fără moștenitori, era o mare presiune pentru dinastia de Bourbon a Spaniei să asigure un moștenitor. Prințesele saxone erau renumite pentru fertilitatea lor, strămoșii comuni ai Mariei Josepha Amalia și ai lui Ferdinand August al III-lea al Poloniei și Maria Josepha de Austria au avut 15 copii. Totuși mariajul a rămas fără copii.  
Maria Josepha Amalia a murit la vârsta de 25 de ani ca urmare a unei febre, la 18 mai 1829, în Aranjuez, lăsându-și soțul cu inima frântă. A fost îngropată la El Escorial. Soțul ei s-a recăsătorit pentru a patra oară cu Maria Christina a celor Două Sicilii care a dat naștere în cele din urmă viitoarei regine Isabela a II-a a Spaniei.